# Margje Teeuwen
Margje Josepha Teeuwen (Eindhoven, 21 mei 1974) speelde tussen 1994 en 2000 in totaal 145 officiële interlands (vijftien doelpunten) voor de Nederlandse hockeyploeg. De middenveldster kwam uit voor de clubs Oranje Zwart (Eindhoven), MOP (Vught), Hockeyclub 's-Hertogenbosch en Pinoké (Amstelveen). Met die laatste club promoveerde Teeuwen in 2005 naar de hoofdklasse.
Ze is daarnaast werkzaam als kunstenares en binnenhuisarchitecte onder de vlag van haar eigen bedrijf Shadow Design Teeuwen. Ze presenteert radioprogramma's op A-FM en KX Radio. Verder was Teeuwen werkzaam als televisiepresentatrice bij Talpa.
Haar partner was Rob Stenders tot 2017. Tussen 2010 en 2016 was ze geruime tijd uit de running vanwege diverse aandoeningen zoals reuma en een zware nekhernia. Naar eigen zeggen is ze er pas sinds de zomer van 2016 weer helemaal bovenop.